# St. Mauritius (Oberengstringen)

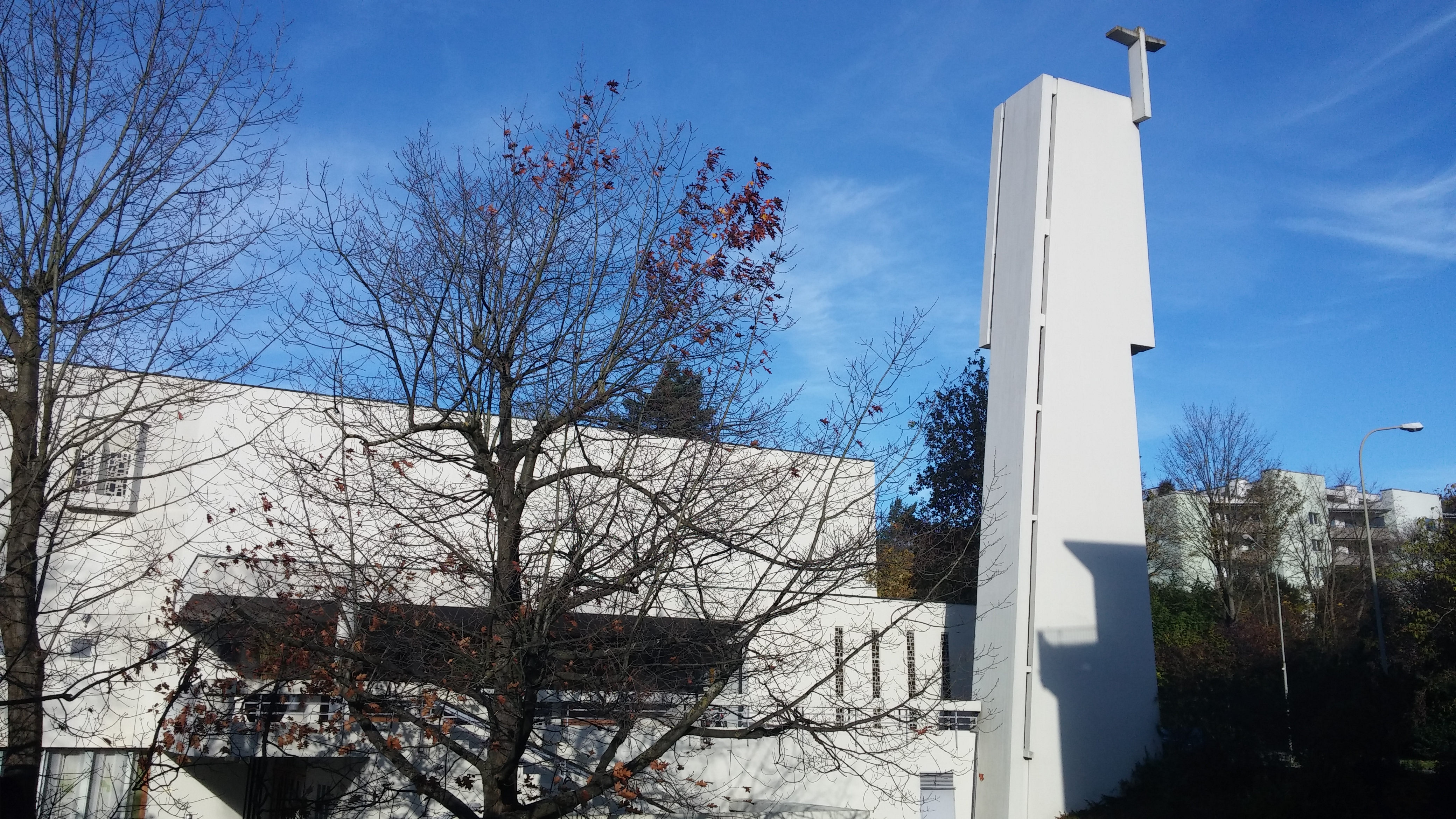
Kirche St. Mauritius Oberengstringen, Ansicht von Osten

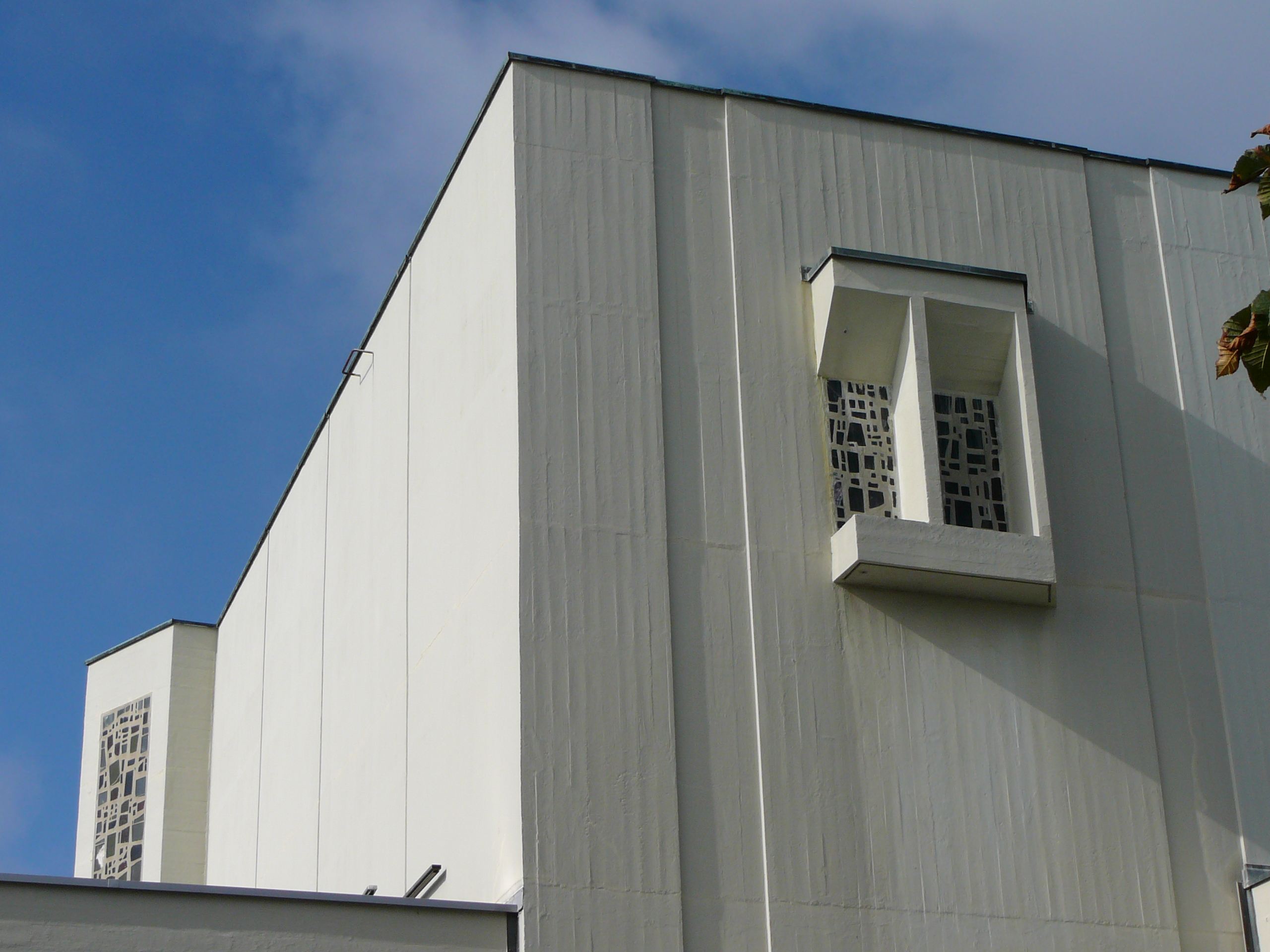
Detail an der südöstlichen Kirchenfassade

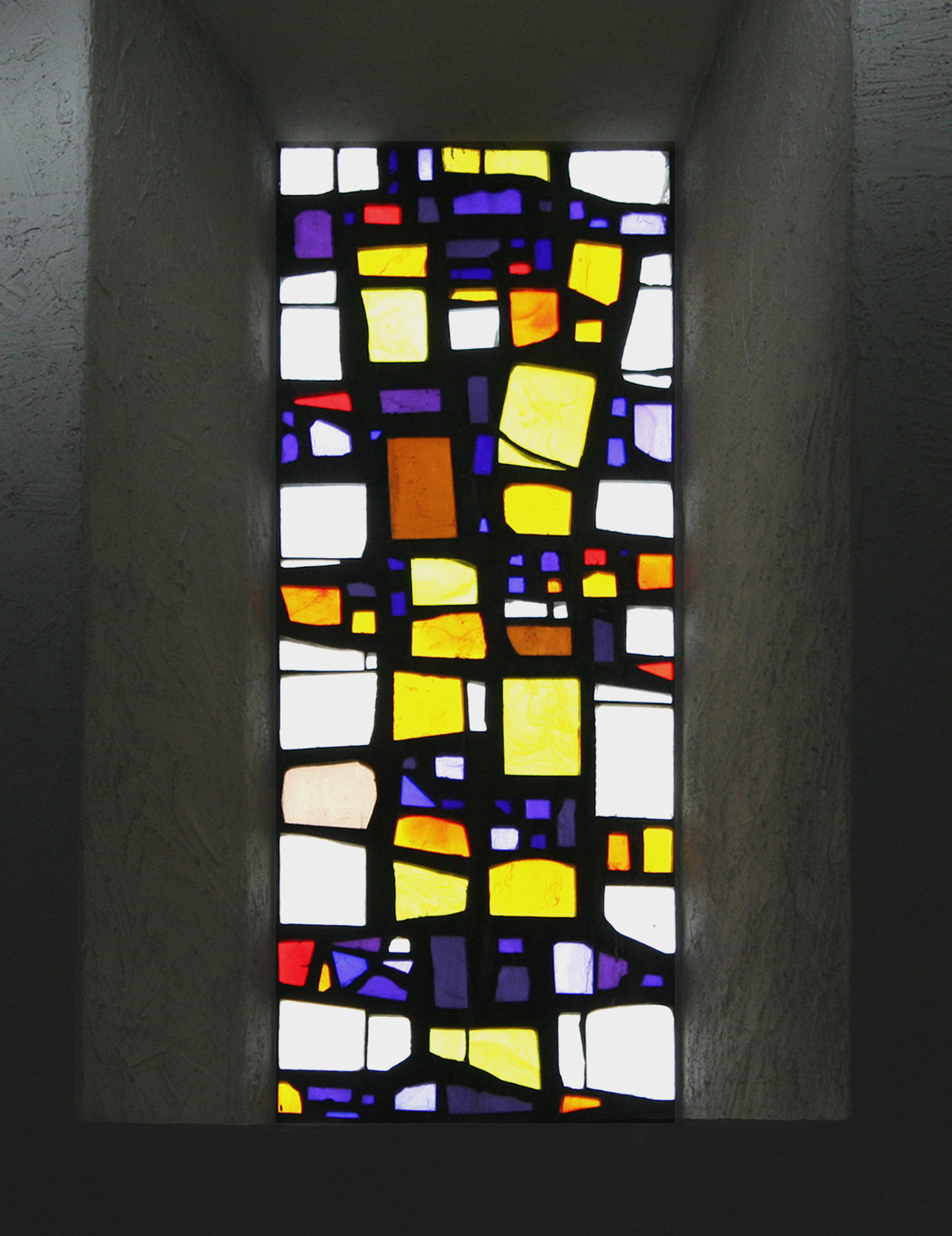
Das Glasfenster an der Südwand von Paul Stöckli

Die Kirche St. Mauritius ist die römisch-katholische Pfarrkirche in Oberengstringen im Kanton Zürich. Die dazugehörige Kirchgemeinde ist zuständig für die Orte Ober- und Unterengstringen.

## Geschichte

### Vorgeschichte und Namensgebung
Der Name Enstelingen taucht erstmals in einer Schenkungsurkunde aus dem Jahr 870 auf. Zu dieser Zeit stand in Engstringen bereits eine kleine Feldkapelle, die der heiligen Verena geweiht war. Hier wurden Messen gelesen und Abdankungen gehalten, doch wurde sie von der Pfarrkirche Höngg aus betreut. Die kirchliche Aufsicht übte der Bischof von Konstanz aus. Nach der Reformation im Jahr 1523 wurde die Verenakapelle in Engstringen profaniert und anschliessend als Wohnhaus und Speicher benutzt, bis sie schliesslich im Jahr 1897 abgebrochen wurde. Für die Seelsorge in Oberengstringen blieb bis ins 20. Jahrhundert hinein die reformierte Kirchgemeinde Höngg zuständig.
Als im Zuge der Industrialisierung in der zweiten Hälfte des 19. Jahrhunderts die ersten Katholiken in Engstringen ansässig wurden, gehörten diese zunächst zur Pfarrei St. Peter und Paul in Zürich-Aussersihl. Ab dem Jahr 1900 wurden Engstringens Katholiken der neu gegründeten Pfarrei Heilig Kreuz in Altstetten unterstellt, im November 1923 der Pfarrei St. Josef in Schlieren. 1940 kam Oberengstringen an die neu gegründete Pfarrei Heilig Geist in Zürich-Höngg, Unterengstringen und Weiningen verblieben bei der Pfarrei St. Josef Schlieren. Am 21. Juli 1961 wurde das Pfarrrektorat Engstringen gegründet und im Spätherbst 1963 zur selbständigen Pfarrei erhoben. Weiningen, das bei der Errichtung der Pfarrei noch zu Engstringen gehört hatte, wurde im Jahr 1972 bei der Gründung der Pfarrei St. Johann Geroldswil von Engstringen abgetrennt und der neuen Pfarrei Geroldswil zugeteilt.
Die Pfarrkirche von Engstringen wurde dem hl. Mauritius geweiht, da die Kirche Höngg in vorreformatorischer Zeit eine Mauritiuskirche gewesen war. Auch die Nachbarspfarrei St. Mauritius in Regensdorf hat den hl. Mauritius zum Namenspatron, da auch Regensdorf im Mittelalter zur Pfarrei Höngg gehört hatte.

### Entwicklung der Pfarrei und Baugeschichte der Kirche
Der Ausbau der Verkehrsmittel im Limmattal mit der Spanisch-Brötli-Bahn und der Limmattal-Strassenbahn Zürich – Schlieren – Unterengstringen – Weiningen berührte das Gemeindegebiet von Oberengstringen nicht, wodurch seine weitere Entwicklung auf längere Zeit gehemmt wurde und es seinen ländlichen Charakter bis ins 20. Jahrhundert hinein wahren konnte. Nach der Eingemeindung des benachbarten Höngg nach Zürich im Jahr 1934 und nach dem Ende des Zweiten Weltkriegs begann allerdings eine umso stürmischere Entwicklung, die Oberengstringen in den 1950er Jahren in Sachen Wachstum sogar den Schweizer-Rekord einbrachte. Bereits im Jahr 1946 hatten die Verantwortlichen in der Pfarrei Heilig-Geist in Zürich-Höngg die sich anbahnende Entwicklung Oberengstringens erkannt und deshalb eine St. Mauritius-Stiftung mit dem Zweck eines Kirchbaus in Oberengstringen gegründet. Das Bauareal an der Zürcherstrasse konnte die St. Mauritius-Stiftung von einem alteingesessenen Oberengstringer Katholiken günstig erwerben. Der erste katholische Gottesdienst in Oberengstringen seit der Reformation fand jedoch erst am 1. September 1957 im Singsaal des Schulhauses Goldschmied statt und war von der Pfarrei Heilig-Geist in Zürich-Höngg aus gestaltet worden. In diesem Singsaal fanden die Gottesdienste weiterhin bis zum Bezug der eigenen Kirche im Jahr 1964 statt. Werktags wurden Gottesdienste im Luftschutzkeller des Schulhauses Halde gefeiert. Im Jahr 1960 wurde der Architekt Fritz Metzger beauftragt, ein Vorprojekt für eine Kirche, ein Pfarrhaus und Vereinsräume zu entwerfen. Am 2. Juli 1962 wurde mit dem Aushub der Baugrube für die Kirche begonnen, am 31. März 1963 fand die Grundsteinlegung durch den Generalvikar Alfred Teobaldi statt, und am Palmsonntag 1964 konnte die Kirche provisorisch bezogen werden. Der Bischof von Chur, Johannes Vonderach, weihte die Kirche am 31. Mai 1964.
Die Pfarrei St. Mauritius ist mit ihren 3'062 Mitgliedern (Stand 2021) eine der kleineren katholischen Kirchgemeinden des Kantons Zürich.

## Baubeschreibung

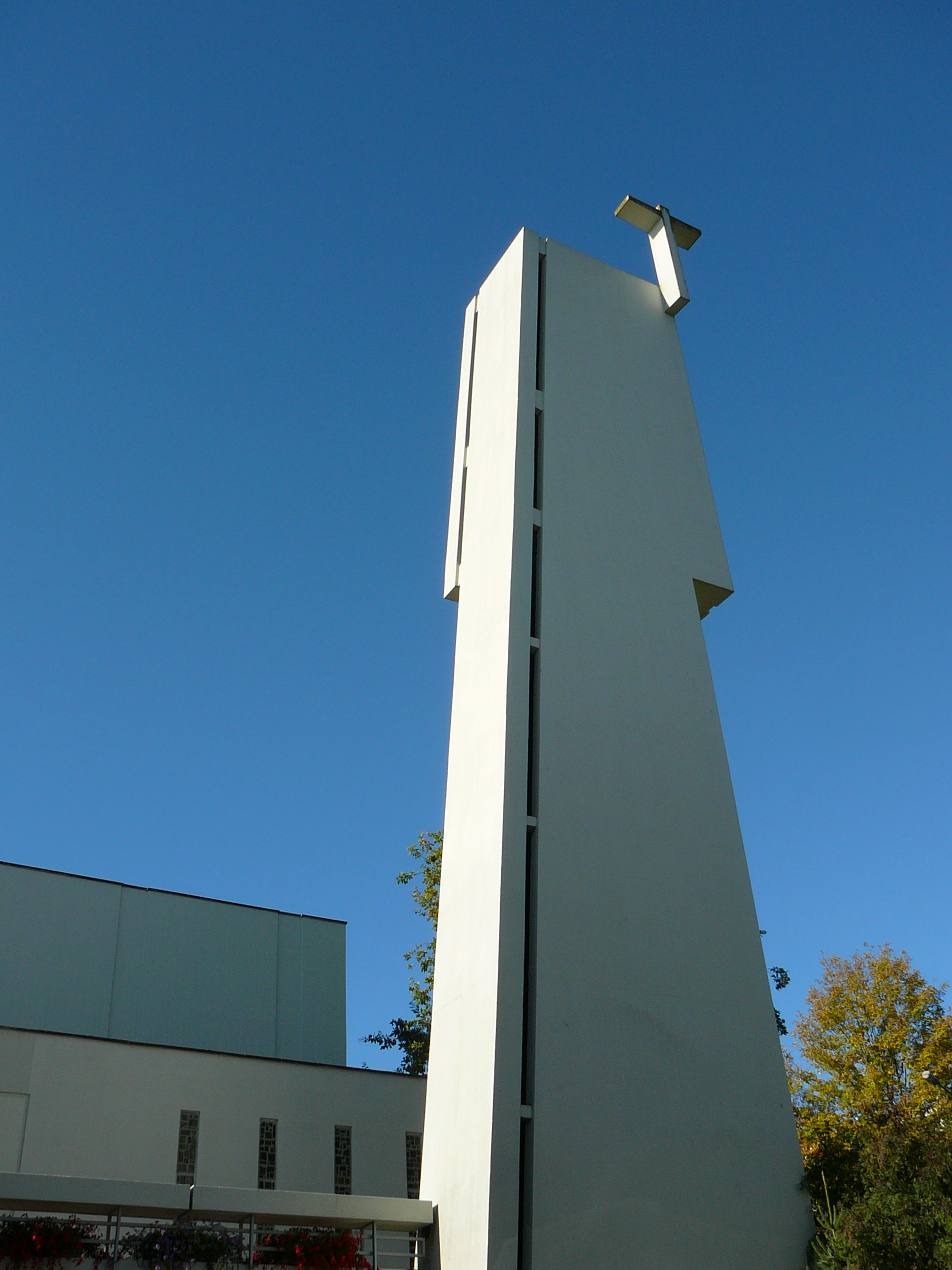
Der Kirchturm

### Kirchturm und Äusseres
Die Kirche samt Pfarreizentrum und Pfarrhaus erhebt sich an der Zürcherstrasse auf engem, gegen Süden abfallendem Gelände. Um die Kirche vom Lärm der stark befahrenen Strasse abzuschirmen, wurde sie so gestaltet, dass gegen die Zürcherstrasse eine geschlossene Wand aus Gründen des Lärmschutzes entstand. Unterhalb der Kirche befinden sich die Räume des Pfarreizentrums, südlich dieses grossen Baus, durch einen Vorplatz abgetrennt, folgt das Pfarrhaus.
Der Glockenturm befindet sich an der nördlichen Seite des Areals direkt an der Zürcherstrasse. Mit seinem weissen Betonkreuz gut sichtbar, zeigt er den Ort der katholischen Kirche von weitem an. Am 8. Februar 1964 fanden die Weihe und der Aufzug der Glocken in den Turm durch die Schuljugend von Ober-, Unterengstringen und Weiningen statt. Die Glocken wurden auf die Anfangstöne des Te Deum gestimmt.
| Nummer | Gewicht | Ton | Widmung        | Inschrift                                                                    |
| ------ | ------- | --- | -------------- | ---------------------------------------------------------------------------- |
| 1      | 1000 kg | f   | Dreifaltigkeit | Gnade Euch und Friede von Gott dem Vater, dem Sohn und dem Heiligen Geist.   |
| 2      | 620 kg  | as  | Maria          | Hoch erhebt meine Seele den Herrn, in Gott meinem Heiland jubelt mein Geist. |
| 3      | 420 kg  | b   | Engel          | Heilig, heilig, heilig.                                                      |

### Innenraum und künstlerische Ausstattung

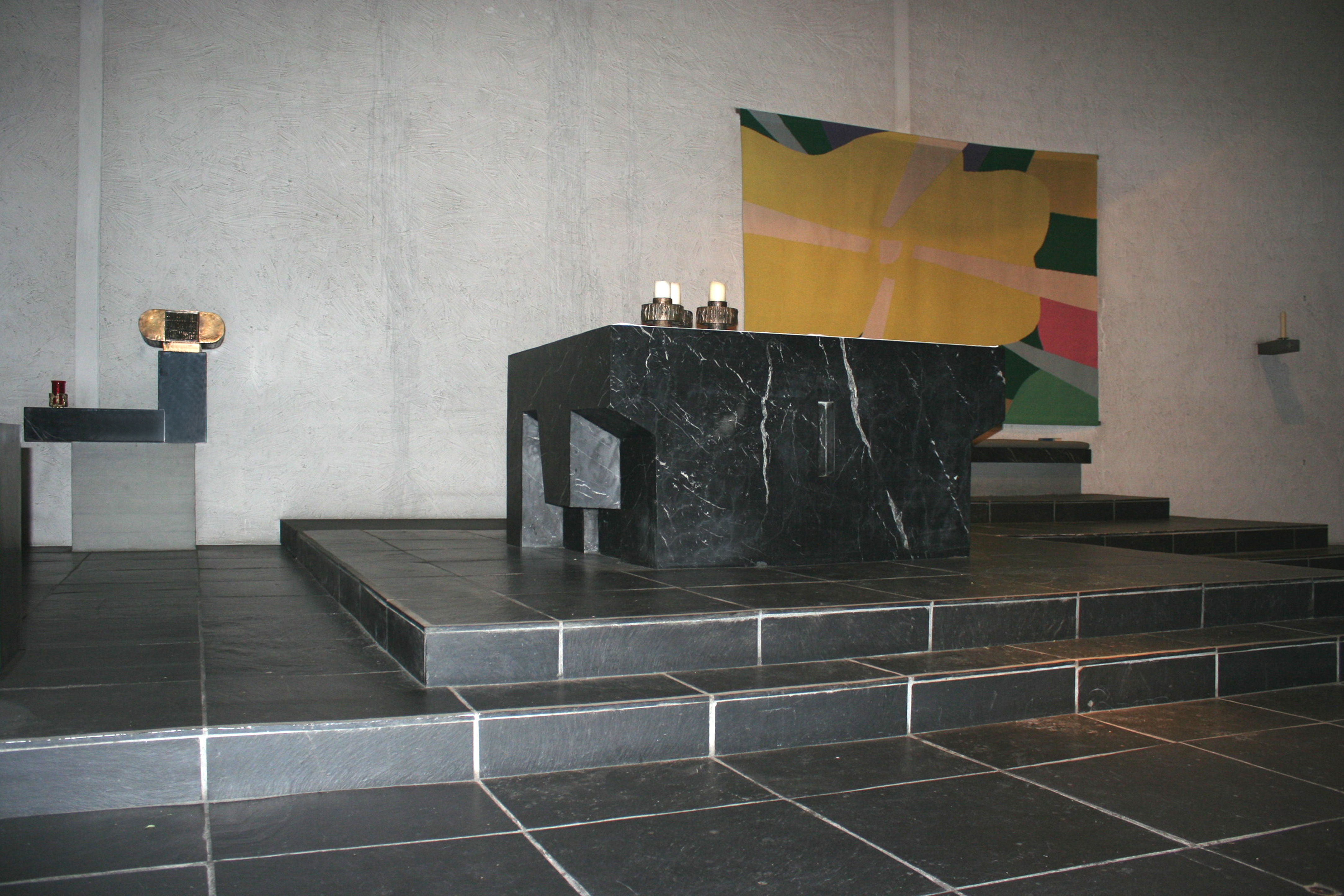
Altar und Tabernakel von Albert Schilling

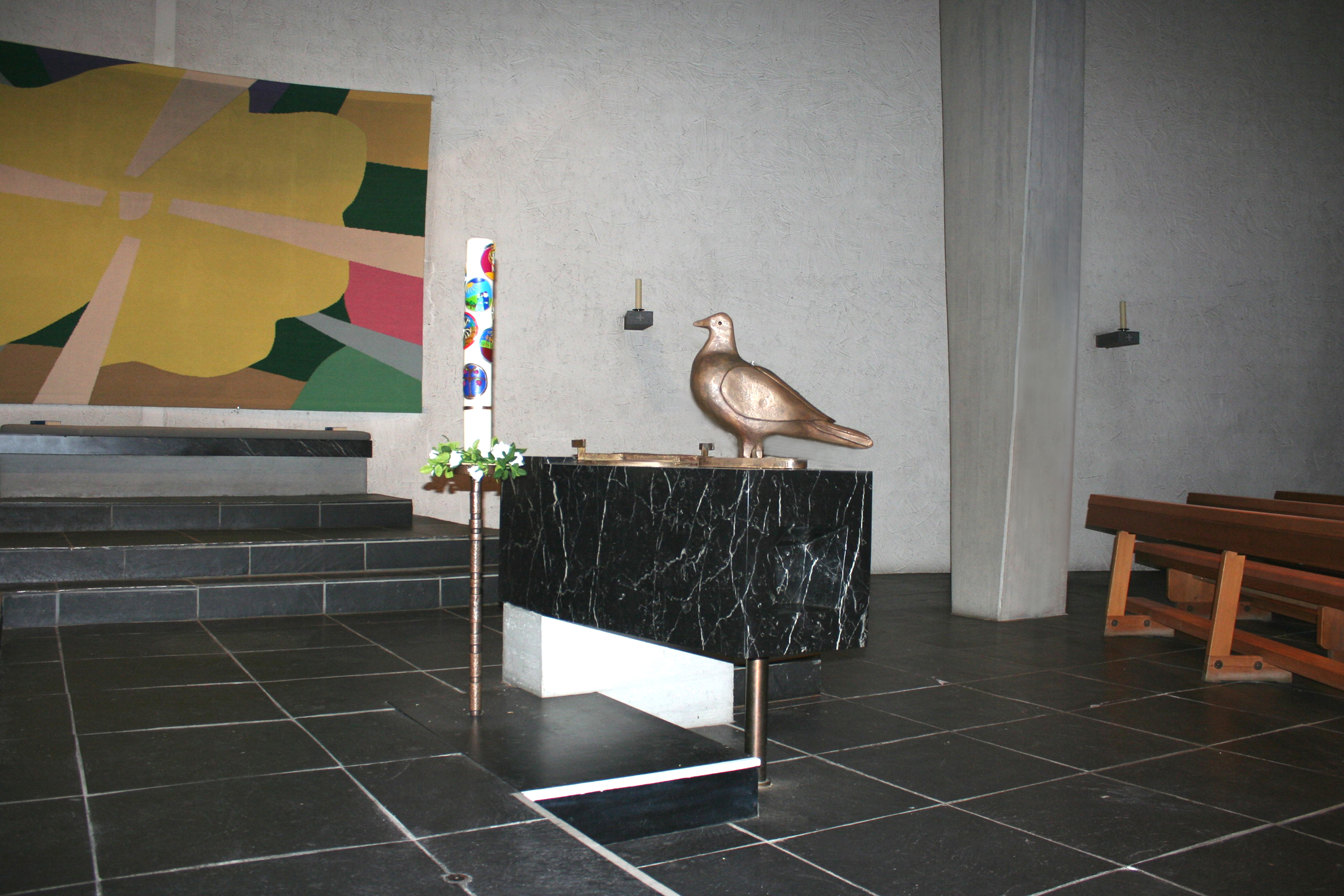
Der Taufstein mit Heilig-Geist-Taube

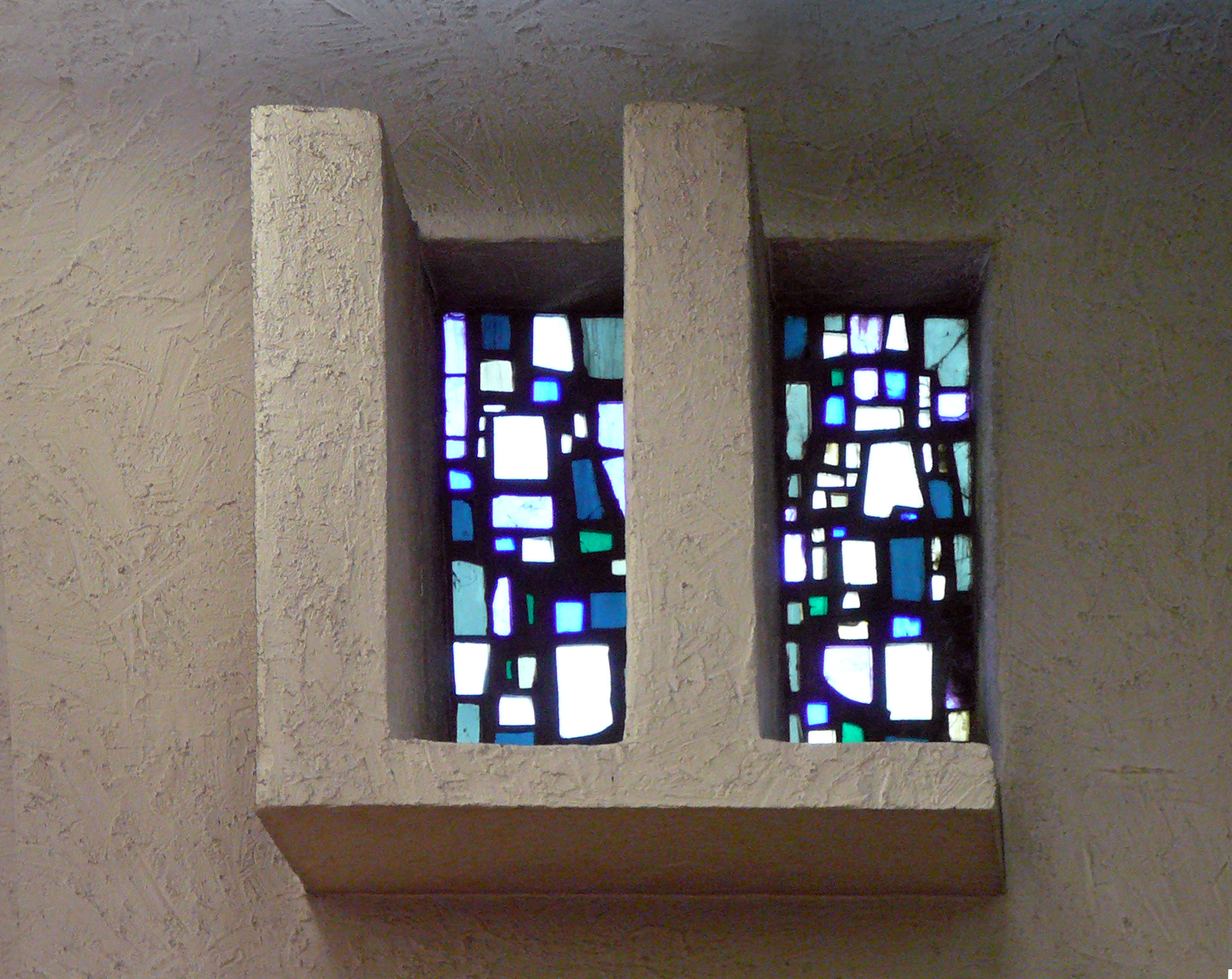
Das Glasfenster an der Ostwand von Paul Stöckli

Die Kirche wurde aus Beton erbaut, der als bestimmendes Material der Kirche einen nüchternen und klaren Charakter verleiht. Da die Kirchenwände gegen die Zürcherstrasse keine Fenster aufweisen, um den Lärm der Strasse vom Kirchraum abzuhalten, erfolgt die Lichtführung durch eine komplexe Struktur von Oberlichtern im Flachdach der Kirche. Die Fenster sind so konstruiert, dass das Licht sich je nach Tageszeit ändert, jedoch stets dezent in den Kirchenraum einfällt und ihm dadurch einen mystischen Charakter verleiht. Der Gegensatz von geschlossenen Mauern und aufgebrochenem Dach wird durch die Säulen, die den Blick nach oben lenken, noch verstärkt. Gegen Süden und bei den Kirchenportalen besitzt die Kirche einzelne Buntglasfenster von unterschiedlicher Gestalt, die in der sonst einheitlich hellen Kirche farbige Akzente setzen. Geschaffen wurden diese Kirchenfenster vom Künstler Paul Stöckli, Stans. Den Gläubigen zeigen sich diese Buntglasfenster jedoch erst, wenn sie sich zum Hinausgehen aus der Kirche der östlichen Kirchenfront zuwenden.
Wie schon die Kirche St. Felix und Regula in Zürich-Hard, bei der sich der Architekt Fritz Metzger im Jahr 1949 erstmals gegen das Konzept einer Wegkirche gewendet hatte, so ist auch die Kirche St. Mauritius ein Gottesdienstraum, der als Querbau die Gläubigen um den Altar versammelt und dadurch die Vorgaben der Liturgiekonstitution des Zweiten Vatikanischen Konzils im Grundriss der Kirche verdeutlicht. Der Architekt Fritz Metzger benennt die wesentlichen Merkmale dieser Kirche mit folgenden Worten: Der breite Einheitsraum, eine natürliche Gemeindegestalt, die nüchterne Sakralität, das Licht und die Stille.
Der Altarbereich befindet sich an der westlichen Seite der Kirche und wurde vom Künstler Albert Schilling, Arlesheim, als Zentrum einer österlichen Kirche gestaltet, der den Gläubigen den Zusammenhang von Kreuzesopfer, Auferstehung, Erlösung, Taufe und Verkündigung wieder stärker ins Bewusstsein bringen wollte. Die Gestaltung verlässt die traditionell symmetrische, auf eine Achse angeordnete Form und wählt stattdessen eine den einzelnen Funktionen gerecht werdende, spannungsvollere asymmetrische Raumgestaltung. Der Altar als Mittelpunkt der Gemeinde steht im Zentrum des erhöhten Altarbereichs. Von Anfang an wurde er als Volksaltar konzipiert und der Gemeinde zugewendet. Die Proportionen des Altars verweisen darauf, dass es sich nicht nur um einen Abendmahlstisch, sondern auch um einen Opferstein handelt, auf dem das Opfer Christi nachvollzogen wird. Um dem vom Zweiten Vatikanum geforderten stärkeren Gewicht des Wortgottesdienstes Nachdruck zu verleihen, wurde der Ambo als gewichtiger Gegenpart zum Altar auf der linken Seite des Altarraumes aufgestellt. Die Form des Ambos lässt die drei Dimensionen von Höhe, Breite und Tiefe deutlich sichtbar werden und verweist damit auf das Umfassende der Heilslehre, des Gotteswortes. Dadurch, dass die Priesterbank nicht hinter dem Altar, sondern auf der rechten Seite hinter dem Altar aufgestellt wurde, tritt der Priester erst zur Eucharistiefeier an den Altar, was wiederum dem Stellenwert des Wortgottesdienstes Nachdruck verleiht. Der Taufstein befindet sich nicht im hinteren Bereich der Kirche, sondern auf der rechten Seite des Altars. So wird die Aufnahme in die kirchliche Gemeinschaft durch die Taufe auch räumlich ins Zentrum des liturgischen Geschehens gerückt. Ursprünglich war der Platz für die Osterkerze auf dem Taufstein vorgesehen. In späterer Zeit wurde an Stelle der Osterkerze eine Taube als Symbol des Heiligen Geistes gesetzt. Der Taufsteindeckel und die Türen des Tabernakels sind ähnlich gestaltet und verweisen dadurch auf den theologischen Zusammenhang der Sakramente Beichte und Eucharistie. Mit der Trapezform von Taufstein und Weihwasserbecken beim Kirchenportal verdeutlicht der Künstler Albert Schilling den Zusammenhang dieser beiden Elemente und erinnert daran, dass sich der Gläubige beim Betreten der Kirche durch das Kreuzzeichen mit Weihwasser an seine eigene Taufe erinnern soll. Da das Raumkonzept der Kirche darauf angelegt ist, das Augenmerk des Gottesdienstbesuchers auf das sakrale Geschehen im Altarraum zu konzentrieren, wurde bei der restlichen Ausschmückung der Kirche Zurückhaltung geübt.

#### Tabernakel und Veränderungen des Altarraumes
Der Tabernakel stand ursprünglich in der Mitte des Altartisches. Der damalige Bischof von Chur, Johannes Vonderach, wollte noch im Jahr 1964, dass der Tabernakel auf dem Altar steht, obwohl das Zweite Vatikanische Konzil auch andere Orte in der Kirche für die Platzierung des Tabernakels ermöglichte. Der Tabernakel weist eine tiefe Form auf, damit der Priester gegen das Volk gewendet noch über den Tabernakel hin zu den Gläubigen schauen konnte. Zudem besitzt der Tabernakel zwei Türen, damit er von beiden Seiten auf dem Altar geöffnet werden konnte. So war der Tabernakel für die Tridentinische Messfeier (auf Lateinisch, vom Volk abgewendet) als auch für die heute übliche Form der Messfeier (in der Landessprache, dem Volk zugewendet) benutzbar. 1976 wurde der Tabernakel vom Altar entfernt und auf die Anrichte beim Taufstein gestellt. Nach verschiedenen Überlegungen wurde dann die heutige Situation geschaffen, sodass sich heute der Tabernakel auf der linken Seite des Altares an der Wand befindet.
In der ursprünglichen Gestaltung des Altarraumes gab es zwischen der Priesterbank und dem Taufstein eine Anrichte, wo die Taufutensilien und die heiligen Öle aufbewahrt wurden. Als nach Can 847 CIC für die heiligen Öle ein neuer Aufbewahrungsort gefunden werden musste, entstand im Jahr 2003 die Idee, auf dem Taufstein statt der Osterkerze eine Taube zu schaffen, welche als Aufbewahrungsort für die heiligen Öle dient. Es handelt sich um eine Taube in Bronze, an deren Rücken sich ein Türchen befindet, durch das die heiligen Öle in die Taube zur Aufbewahrung gelangen. Die ursprüngliche Anrichte zwischen Priesterbank und Taufstein wurde daraufhin entfernt.

#### Wandteppiche
Von der Einweihung der Kirche im Jahr 1964 bis zur ersten Sanierung im Jahr 1988 befand sich an der Frontwand der Kirche ein Wandteppich, der von Paul Stöckli, Stans, entworfen und von Schwester Augustina Flüeler vom Institut St. Clara Stans ausgeführt worden war. Dieser erste Wandteppich wurde durch zwei neuere ersetzt, die die wichtigsten künstlerischen Elemente der Kirchensanierung in den Jahren 1984–1988 darstellen. Nach einem Entwurf des Künstlers Roman Candio, Solothurn, führte die Textilgestalterin Vroni Unseld, Luzern, die beiden Teppiche aus. Die kahlen Betonmauern hatten bei den Gottesdienstbesuchern den Wunsch aufkommen lassen, die Kirche bei der Renovation von 1984 bis 1988 wärmer und heimeliger zu gestalten. Die neue Beleuchtung, ein heller Anstrich der Wände und die neuen Wandteppiche mit ihrer Farbigkeit sollten dazu beitragen.

#### Gläsernes Altarbild
Bei der Renovation der Kirche im Jahr 2014 erhielt die Kirche ein Altarbild aus Buntglas, welches die Wandteppiche ersetzt. Der Künstler Diether F. Domes, Eriskirch, gestaltete das Altarbild, welches in der Mitte eine geteilte Hostie zeigt, die auf die Eucharistie-Feier als Mitte des Gemeindelebens verweist. Im unteren Bereich des Altarbildes werden in blaugrünen Farbtönen das Wasser und die Erde dargestellt. Das Wasser erinnert an die christliche Taufe, die zum Christsein und zur Mitgliedschaft in der Gemeinde führt. Das Altarbild besteht aus 10 einzelnen Glastafeln, die von der Firma Mäder, Zürich, zusammengesetzt und in der Kirche angebracht wurden. Da aus bautechnischen Gründen kein Mauerdurchbruch für ein Glasfenster möglich war, wird das Altarbild durch LED-Leuchten illuminiert. Diese können je nach Bedarf gedimmt werden, um das Fenster der gewünschten Stimmung anzupassen.

### Orgel
Die Orgel in der St. Mauritiuskirche wurde 1964 von der seit 1909 in Rapperswil ansässigen Orgelbaufirma Späth unter der Leitung von Joseph Späth gebaut. Dieser war der Begründer der zweiten Generation des Unternehmens. Joseph Späth achtete besonders auf strenge geometrische Gehäuseformen und wertete die Elektrik als bahnbrechenden Fortschritt im Orgelbau. So wurde denn auch die Orgel von der katholischen Kirche Oberengstringen mit einem entsprechenden Gehäuse und einer elektrischen Spiel- und Registertraktur versehen. Leider war der originale Spieltisch der Späth-Orgel störungsanfällig, weshalb er im Rahmen der Kirchensanierung 1988 durch Hubert Senn, Unterengstringen, durch einen modernen ersetzt wurde. Dabei erhielt das Pedal eine neue kräftige und runde Fagott-16′-Bassstimme und das erste Manual eine Schalmei 8′ anstelle eines Quintatön 16′. Anstelle dreier Freier Kombinationen erhielt die Orgel nun 16 Setzerkombinationen, was eine Erleichterung bei der Registrierung bedeutet. 1999 erfolgte eine gründliche Revision des Instruments durch Gerhard Fahrni, Oberurnen.
Die Disposition der Orgel lautet:
| I Hauptwerk C–g3 |       |
| Prinzipal        | 8′    |
| Flöte            | 8′    |
| Gemshorn         | 8′    |
| Oktav            | 4′    |
| Rohrflöte        | 4′    |
| Quinte           | 2 ⁄3′ |
| Oktav            | 2′    |
| Mixtur           | 1 ⁄3′ |
| Schalmei         | 8′    |
| Krummhorn        | 8′    |

| II Schwellwerk C–g3 |                  |
| Gedeckt             | 8′               |
| Salizional          | 8′               |
| Prinzipal           | 4′               |
| Spitzflöte          | 4′               |
| Sesquialtera        | 2 ⁄3′ und 1 3⁄5′ |
| Nachthorn           | 2′               |
| Larigot             | 1 ⁄3′            |
| Scharf              | 1′               |
| Trompete            | 8′               |
| Tremolo             |                  |

| Pedal C–f1  |     |
| Prinzipal   | 16′ |
| Subbass     | 16′ |
| Prinzipal   | 8′  |
| Spillpfeife | 8′  |
| Choralbass  | 4′  |
| Fagott      | 16′ |

- Koppeln: II/I, II/P, I/P als Wippen und Pistons
- Spielhilfen: 16 Setzerkombinationen (2×8) als Druckknöpfe und Pistons, Tutti als Druckknopf und Piston, Registercrescendo mit 15 Stufen, Zungeneinzelabsteller als Wippen, Zungen ab als Piston, Autom. Ped. als Druckknopf

### Werktagskapelle

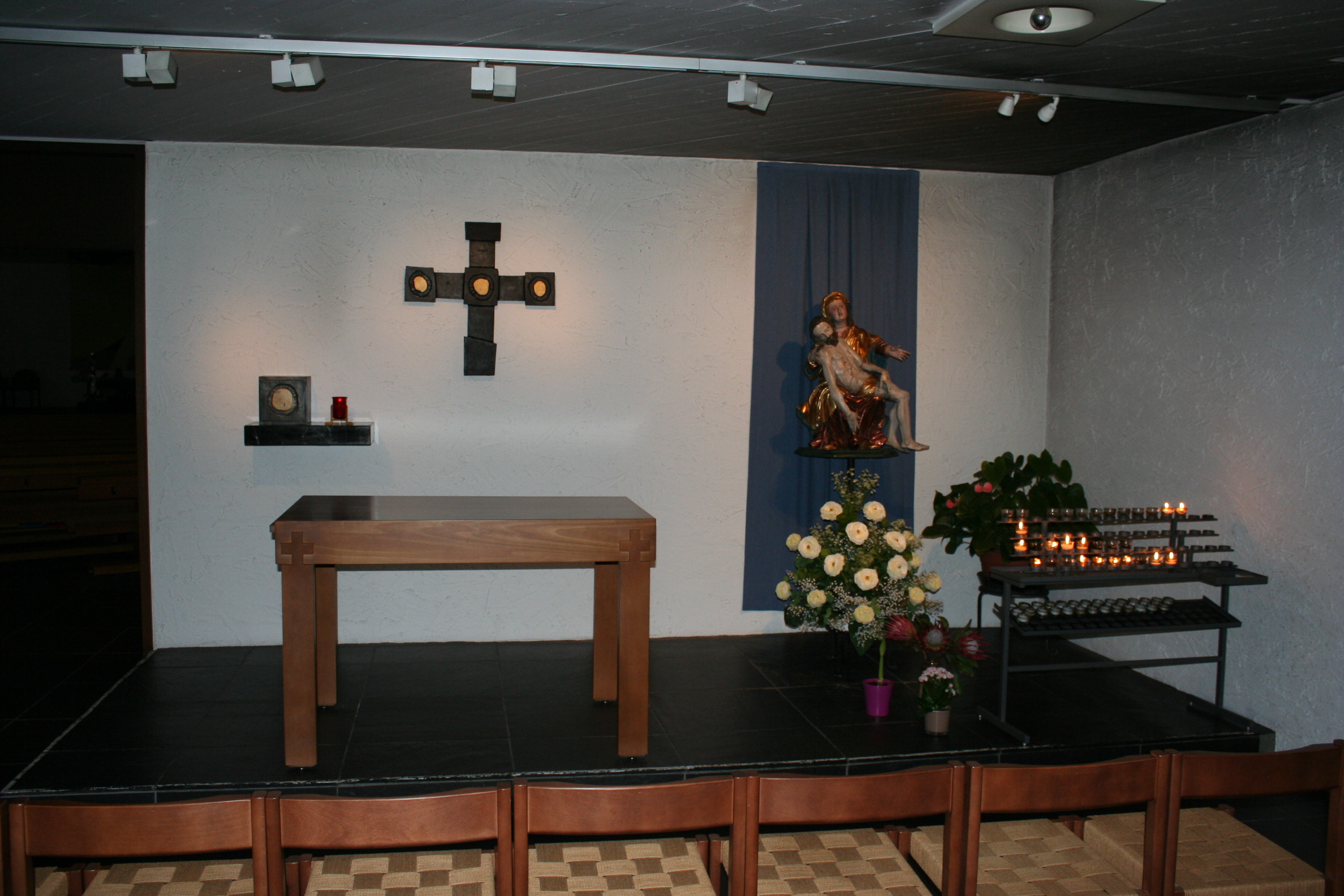
Die Werktagskapelle

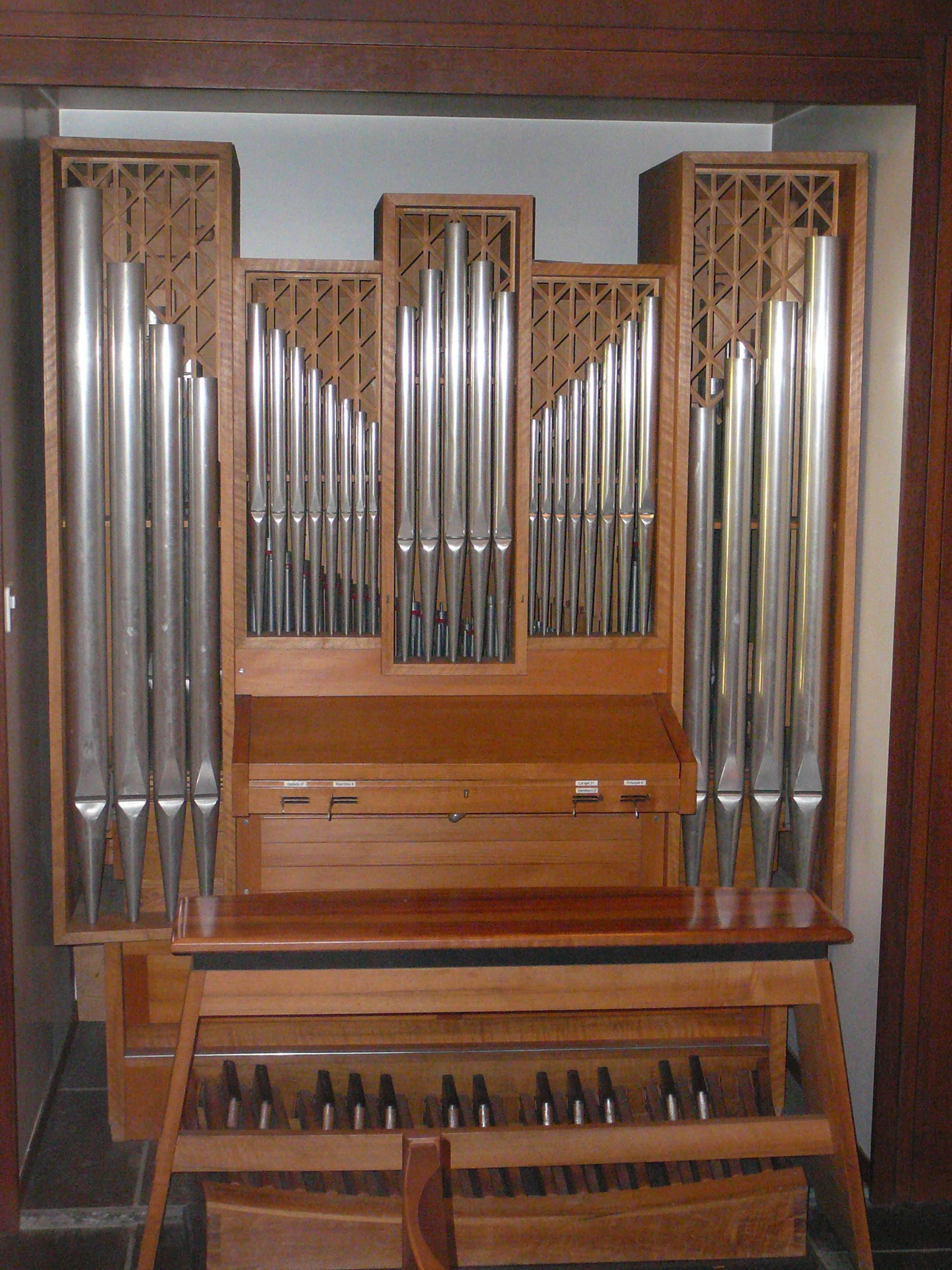
Die Kuhn-Orgel von 1963

Die Werktagskapelle befindet sich an der östlichen Ecke der Kirche und bietet Platz für kleinere Gottesdienste und Andachten. Der Tabernakel und das Kreuz wurden von Godi Hirschi, Emmenbrücke, geschaffen. Eine Pietà aus der Mitte des 17. Jahrhunderts komplettiert den Altarbereich der Werktagskapelle. Scheinbar ein billiger Gipsabguss, hatte die Pietà jahrelang auf einem Estrich gestanden und war auf dem Umweg über das Pfarrhaus der Mutterpfarrei Heilig-Geist nach Engstringen gekommen. Ein Restaurator legte die kostbare Holzschnitzerei frei und stellte die ursprüngliche Farbgebung der Pietà wieder her. Diese Figur unterstreicht das österliche Gepräge der Kirche St. Mauritius, verraten doch die Augen der Gottesmutter eine Vorahnung der Auferstehung.
Im Jahr 1976 wurde die ursprüngliche Gestaltung der Kapelle den Bedürfnissen der Gemeinde angepasst. So wurden die Kirchenbänke durch Stühle ersetzt und der Wandaltar abgebrochen. Aus dem Stein des abgebrochenen Altars wurde ein Tisch erstellt, auf dem heute die Eucharistie gefeiert wird. Der Tabernakel wurde auf die Seite versetzt, damit der Priester während des Gottesdienstes nicht unmittelbar vor dem Tabernakel steht. Mit dem Stein des abgebrochenen Altars wurden zudem für die Kirche eine neue Anrichte beim Taufstein, die Kredenz beim Ambo und der Aufbau des Tabernakels an der Rückwand der Kirche erstellt.
Die Orgel in der Werktagskapelle wurde 1963 von der Firma Th. Kuhn AG in Männedorf als Serieninstrument erbaut. Die Orgel kam im Jahr 1994 in die Werktagskapelle der Pfarrkirche Oberengstringen, wofür einer der Beichtstühle ausgeräumt wurde. Das Instrument hat folgende Disposition:
| Manual C–     |               |
| Gedackt B/D   | 8′ (Holz)     |
| Prinzipal B/D | 4′ (Prospekt) |
| Rohrflöte B/D | 4′            |
| Gemshorn B    | 2′            |
| Larigot II D  | 2′ + 11/3′    |

| Pedal C–  |
| angehängt |

(B=Bass; D=Diskant; Teilung h0/c1)